# Návrat Martina Guerra
Návrat Martina Guerra (v originále Le Retour de Martin Guerre) je francouzský hraný film z roku 1982, který režíroval Daniel Vigne. Snímek měl světovou premiéru dne 14. května 1982. V roce 1993 byl natočen americký remake pod názvem Sommersby v režii Jona Amiela a v hlavních rolích Richard Gere a Jodie Fosterová.

## Děj
Jednoho dne se v malé francouzské vesnici Artigat objeví muž, který tvrdí, že je Martin Guerre, který zmizel před osmi lety. Celá vesnice a dokonce i Bertrande, manželka Martina Guerrea, ho poznávají a přijímají do své komunity. Po letech vyvstávají pochybnosti o totožnosti muže. Procházející vojáci tvrdí, že to není Martin Guerre, ale jakýsi Arnaud, Martinův přítel, který s ním bojoval ve válce. Sám Martin Guerre si po bitvě amputoval nohu. Když se údajný Martin chce konečně domáhat svého dědictví od svého strýce Pierra Guerra, ten na něj podá žalobu, aby ho odhalil jako podvodníka. Žaloba je zpočátku neúspěšná. Teprve když Pierre Guerre přinutí Bertrandu podepsat obžalobu, soud se koná. Výpovědi různých svědků nejsou jasné. Teprve když do soudní síně vstoupí skutečný Martin Guerre, cizinec se ke svému podvodu přizná a přizná, že je ve skutečnosti Arnaud pocházející z Thil. Kvůli svému zločinu je Arnaud druhý den popraven. Bertrande v dialogu se soudcem přiznává, že znala Arnaudovu pravou identitu, ale že ho nezradila z lásky.

## Obsazení
| Gérard Depardieu         | Arnaud                   |
| Nathalie Baye            | Bertrande                |
| Maurice Barrier          | Pierre Guerre            |
| Bernard-Pierre Donnadieu | Martin Guerre            |
| Rose Thiéry              | Raimonde                 |
| Chantal Deruaz           | Jeanne                   |
| Maurice Jacquemont       | soudce Rieux             |
| Roger Planchon           | Jean de Coras            |
| Philippe Babin           | Jacques                  |
| Stéphane Pean            | Martin Guerre jako mladý |
| Sylvie Méda              | Bertrande jako mladá     |

## Ocenění
- British Academy Film Awards: nominace v kategorii nejlepší cizojazyčný film
- César: nejlepší původní scénář (Jean-Claude Carrière a Daniel Vigne), nejlepší výprava (Alain Nègre), nejlepší filmová hudba (Michel Portal), nominace v kategorii nejslibnější herec (Dominique Pinon)
- Kansas City Film Critics Circle Awards: nejlepší zahraniční film